# Heteroderis
Heteroderis es un género monotípico de plantas herbáceas perteneciente a la familia Asteraceae. Su única especie: Heteroderis pusilla (Boiss.) Boiss.,, es originaria de Asia y África. 

## Descripción
Es una planta anual. Tallo de 30-40 cm de alto, 1.3 mm de espesor en la base, con más o menos  pelos largos. Las hojas de la roseta basal o obovado-oblongas, sinuado-dentadas o pinnatipartidas, (1.7) 3.0 a 8.0 cm de largo, (0.5) 1.0-2.0 cm de ancho, estrechándose hacia la base en peciolo; las caulinares, hojas de 3-8 cm de largo, 1.7-2.5 cm de ancho, las superiores más pequeñas, lanceoladas indivisa, o lineal. Capítulos de 12 a 14 mm de largo, 4-5 mm de ancho en la fructificación con las brácteas involucrales exteriores ampliamente ovadas; brácteas interiores 12.8 mm de largo, con quilla a lo largo de nervadura central, con dos filas de densos pelos largos. El fruto es un aquenio.

## Distribución
Se distribuye por Egipto, Afganistán, Irán, Irak, Kazajistán, Arabia Saudita, Tayikistán, Turkmenistán y Pakistán.

## Sinonimia
- Chondrilla pusilla Boiss., Diagn. Pl. Orient. 7: 11. 1846
- Barkhausia chaetocephala Bunge, Beitr. Fl. Russl.: 208. 1852
- Barkhausia leucocephala Bunge in Mém. Acad. Imp. Sci. St.-Pétersbourg Divers Savans 7: 385. 185
- Heteroderis leucocephala (Bunge) Leonova in Komarov, Fl. SSSR 29: 590. 1964
- Heteroderis pusilla var. leucocephala (Bunge) Rech. f., Fl. Iran. 122: 291. 1977
- Barkhausia melanocephala Bunge, Beitr. Fl. Russl.: 209. 1852
- Heteroderis stocksiana Boiss., Fl. Orient. 3: 794. 1875
- Crepis stocksiana (Boiss.) Aitch. & Hemsl. in Trans. Linn. Soc. London, Bot. 3: 82. 1886
- Heteroderis aegyptiaca Schweinf. in Mém. Inst. Egypt. 2: 766. 1889
- Crepis aegyptiaca (Schweinf.) Täckh. & Boulos in Publ. Cairo Univ. Herb. 5: 31. 1974
- Heteroderis pusilla var. chaetocephala (Bunge) Bornm. in Beih. Bot. Centralbl. 60(B): 223. 1939
- Heteroderis pusilla var. gymnocephala Rech.f., Fl. Iran. 122: 292. 1977
- Heteroderis pusilla var. khorassanica Nasseh in Iran. J. Bot. 16: 95. 2010